# Габічче-Маре
Габічче-Маре, Ґабічче-Маре (італ. Gabicce Mare) — муніципалітет в Італії, у регіоні Марке,  провінція Пезаро і Урбіно.
Габічче-Маре розташоване на відстані близько 240 км на північ від Рима, 75 км на північний захід від Анкони, 13 км на північний захід від Пезаро, 30 км на північ від Урбіно.
Населення — 5811 осіб (2014).
Щорічний фестиваль відбувається 8 грудня. Покровитель — Immacolata Concezione.

## Демографія
Населення за роками:

Станом на 1 січня 2023 року в муніципалітеті офіційно проживали 454 іноземці з 45 країн, серед них 125 громадян країн Євросоюзу та 95 громадян України.

## Сусідні муніципалітети
- Каттоліка
- Градара
- Пезаро